# すてきに帯らいふ
『すてきに帯らいふ』（すてきにおびらいふ）は、2021年12月23日（22日深夜）にTBSテレビにて放送されたバラエティ番組。ロゴ上のタイトルはMC名を冠した『ニューヨークのすてきに帯らいふ』。
同局のバラエティ番組『水曜日のダウンタウン』（以下、『水ダウ』）の企画から生まれた関連番組である。

## 概要
2021年12月22日放送の『水曜日のダウンタウン 90分拡大スペシャル』（22:00 - 23:27）にて「『帯番組』のMCということで喜んで受けたオファーが「着物の帯を紹介する番組」だったとしても「だったらやめます」とは言い出しづらい説」にて企画され、実際に同番組放送直後の『news23』を挟んで放送された番組である。
2021年12月22日の『水曜日のダウンタウン』の放送は普段の放送と異なり、ネタバレ要素を含むため事前の番組宣伝やEPG、新聞番組表での詳細な放送内容の告知が一切行われない形で放送が行われ、当番組についてはEPG及び2021年12月22日付の新聞各紙のテレビ番組表では「番組未定」として番組内での企画説明があるまで番組名・内容などが明かされることはなかった。
MCの選定にはニューヨーク、マヂカルラブリー、さらば青春の光の3組の候補が挙がっていたが、最終的には本番組の企画がドッキリだと疑いを持つことなく一番前向きに取り組んでいたニューヨークが選ばれた。なお、ニューヨークの2人は番組の収録時にも企画の真相について知らされることはなく、『水ダウ』のスタジオに連れられる形でようやくネタバラシを受けることとなった。番組では『水ダウ』にて企画のプレゼンターを行った川島明（麒麟）とニューヨークによるVTRを実際に鑑賞しながら話す副音声付きでの放送が実施され、TVerやParaviでの配信は本放送版と副音声版それぞれの配信が行われた。
番組は企画名の通り着物の「帯」に注目したものであり、西陣織や博多織など、各地域の帯にまつわるモノが取り上げられた。
『水ダウ』で企画発表が行われた直後からSNSにて番組に対する反響や期待の声が高まり、番組放送内では日本のTwitterトレンドランキングで1位を記録するなど盛り上がりを見せ、視聴率も世帯平均で2.5%、個人全体で1.3%（ビデオリサーチ調べ、関東地区）を記録し、同時間帯の前四週平均を世帯、個人それぞれ2倍増を記録する成績を残した。帯に関する番組としての作り込みも評価されたが、『水ダウ』の経緯を知らずに番組を見た視聴者からはニューヨークの帯への知識不足やMCとしての力量不足に対して批判があり、『水ダウ』の視聴者からはニューヨークへの同情も寄せられた。
なお、当番組を制作したTBSテレビでは、『ラヴィット!』（川島がレギュラーでMCを務めている平日午前の全国ネット向け生放送番組）の2022年2月3日（木曜日）放送分で屋敷をMCに起用した。川島が新型コロナウイルスへの感染に伴って出演を見合わせたことを受けた暫定措置の一環で、屋敷は1日限定の代演ながら、この起用によって名実ともに「『帯番組』のMC」を経験した。本番後には、自身のTwitterのアカウントから発信したツイートで、当番組への謝意を込めて「以前に『帯番組』のMCを一度したことがあったので何とかなりました!」とのコメントを寄せている。

## 番組内容
- 西陣織 VS 博多織 VS 桐生織
  - 日本の三大織物産地代表者がご当地『帯』の素晴らしさをアピール。日本一の帯を決定する。番組内では最終的に嶋佐の独断で博多帯が選出された。
- スターの“帯”選び
  - 女優の山村紅葉のこだわりの帯選びにTBSアナウンサーの駒田健吾が同行し、密着レポート。また、母である作家の山村美紗から受け継いだ帯に纏わる思い出話なども語った。
  - 『水ダウ』の企画内で語られた「帯業界から競合にあたるためベルトNG」という設定が反映されており、スーツ姿の駒田の腰元にはボカシがかけられていた[17]。
- 初めての“帯”巻き
  - 「今どきの若者は正しく帯を締めることが出来るのか」を検証。制限時間15分で太鼓結びが出来るか、モデルの川畑綾理が挑戦した。

## 出演者
MC
- ニューヨーク（嶋佐和也・屋敷裕政）

スタジオゲスト
- 和泉節子
- 岩下尚史 - ドッキリの仕掛人も兼ねており、ニューヨークの司会ぶりに不満を持ち、収録の合間に二人を説教する役目を演じた。
- 富澤輝実子 - 『美しいキモノ』元副編集長

西陣織 VS 博多織 VS 桐生織 討論コーナー
- 伊藤仁美 - 西陣織代表
- 刑部優美帆 - 博多織代表
- 後閑克美 - 桐生織代表

スターの“帯”選び（VTR出演）
- 山村紅葉
- 駒田健吾（TBSアナウンサー）

初めての“帯”巻き
- 川畑綾理

副音声
- 川島明（麒麟） - ニューヨークと共に

## スタッフ
- ナレーション - 堀井美香（TBSアナウンサー）
- 構成 - 大井洋一
- TM - 森和哉（TBSテレビ）
- TD - 坂口司
- CAM - 佐藤雅之
- VE - 則竹香
- 音声 - 藤井勝彦
- 照明 - 木村郁恵
- ロケ技術 - SWISH JAPAN
- 音効 - 石川良則
- 美術プロデューサー - 杉山智之
- デザイン - 金子靖明
- 美術制作 - 三枝善治郎
- 装置 - 坂本進
- 装置操作 - 佐藤翔太
- 電飾 - 荒谷奏子
- アクリル装飾 - 青木剛
- 植木装飾 - 儀堂博子
- 持道具 - 佐藤由莉伽
- 編集 - 関美幸
- MA - 市川徹
- TK - 伊藤佳加
- 衣裳 - 原口恵里
- メイク - 永野あゆみ
- 衣装協力 -
- 写真提供 - 読売新聞、アフロ、Invision、kodansha、AP、John Shearer（英語版）
- 機材協力 - 東京オフラインセンター
- CG - 榛葉大介（PDB）
- 宣伝 - 小山陽介（TBSテレビ）
- リサーチ - 田中奈緒
- 編成 - 青木伸介（TBSテレビ）
- デスク - 松崎由美（シオプロ）
- AP - 新貝元章（シオプロ）、竹井晶子、島田力規王（吉本興業）
- ディレクター - 村中良輔（FAT TRUNK）、小川真人、大井田遼太、加藤雄一朗
- 制作プロデューサー - 田井中皓介（吉本興業）
- 担当プロデューサー - 田邊哲平（TBSテレビ）
- 演出 - 町田有史（TBSテレビ）
- プロデューサー - 高柳健人（TBSテレビ）
- 監修 - 藤井健太郎（TBSテレビ）
- 制作協力 - 吉本興業
- 制作 - TBSテレビコンテンツ制作局制作1部
- 製作著作 - TBS

## 放送局
上記のとおり『水曜日のダウンタウン』放送まで番組名が公表されなかったため、2021年12月22日付の新聞テレビ欄では「番組未定」として表記されていた。
1:26終了局は末尾1分をステーションブレイクで対応のためTBSテレビ並びに1:25終了局と本編の内容に差異はない。
全編ローカルセールス枠で放送されたため、一部の系列局では放送されなかった。
| 放送対象地域   | 放送局                    | 系列    | 放送日時                        | ネット状況 |
| -------------- | ------------------------- | ------- | ------------------------------- | ---------- |
| 関東広域圏     | TBSテレビ（TBS）          | TBS系列 | 12月23日（22日深夜）0:26 - 1:25 | 【制作局】 |
| 北海道         | 北海道放送（HBC）         | TBS系列 | 12月23日（22日深夜）0:26 - 1:26 | 同時ネット |
| 青森県         | 青森テレビ（ATV）         | TBS系列 | 12月23日（22日深夜）0:26 - 1:25 | 同時ネット |
| 岩手県         | IBC岩手放送（IBC）        | TBS系列 | 12月23日（22日深夜）0:26 - 1:25 | 同時ネット |
| 宮城県         | 東北放送（tbc）           | TBS系列 | 12月23日（22日深夜）0:26 - 1:25 | 同時ネット |
| 山形県         | テレビユー山形（TUY）     | TBS系列 | 12月23日（22日深夜）0:26 - 1:25 | 同時ネット |
| 福島県         | テレビユー福島（TUF）     | TBS系列 | 12月23日（22日深夜）0:26 - 1:25 | 同時ネット |
| 山梨県         | テレビ山梨（UTY）         | TBS系列 | 12月23日（22日深夜）0:26 - 1:25 | 同時ネット |
| 長野県         | 信越放送（SBC）           | TBS系列 | 12月23日（22日深夜）0:26 - 1:25 | 同時ネット |
| 富山県         | チューリップテレビ（TUT） | TBS系列 | 12月23日（22日深夜）0:26 - 1:25 | 同時ネット |
| 中京広域圏     | CBCテレビ（CBC）          | TBS系列 | 12月23日（22日深夜）0:26 - 1:25 | 同時ネット |
| 近畿広域圏     | 毎日放送（MBS）           | TBS系列 | 12月23日（22日深夜）0:26 - 1:25 | 同時ネット |
| 鳥取県・島根県 | 山陰放送（BSS）           | TBS系列 | 12月23日（22日深夜）0:26 - 1:25 | 同時ネット |
| 岡山県・香川県 | RSK山陽放送（RSK）        | TBS系列 | 12月23日（22日深夜）0:26 - 1:25 | 同時ネット |
| 広島県         | 中国放送（RCC）           | TBS系列 | 12月23日（22日深夜）0:26 - 1:25 | 同時ネット |
| 愛媛県         | あいテレビ（itv）         | TBS系列 | 12月23日（22日深夜）0:26 - 1:25 | 同時ネット |
| 高知県         | テレビ高知（KUTV）        | TBS系列 | 12月23日（22日深夜）0:26 - 1:25 | 同時ネット |
| 福岡県         | RKB毎日放送（rkb）        | TBS系列 | 12月23日（22日深夜）0:26 - 1:25 | 同時ネット |
| 長崎県         | 長崎放送（NBC）           | TBS系列 | 12月23日（22日深夜）0:26 - 1:25 | 同時ネット |
| 熊本県         | 熊本放送（RKK）           | TBS系列 | 12月23日（22日深夜）0:26 - 1:25 | 同時ネット |
| 宮崎県         | 宮崎放送（mrt）           | TBS系列 | 12月23日（22日深夜）0:26 - 1:26 | 同時ネット |